# 사토 미키오
사토 미키오(일본어: 佐藤 幹夫, 1928년 4월 18일 ~ 2023년 1월 9일)는 일본의 수학자이다. 대수적 해석학(algebraic analysis)을 창안하였다.

## 생애
도쿄에서 태어났고, 도쿄 대학에서 도모나가 신이치로 아래 물리학을 공부하였다. 1970년부터 교토 대학 수리해석 연구소에 교수로 재직했다.